# Acilepis
Acilepis D.Don, 1825 è un genere di piante angiosperme dicotiledoni della famiglia delle Asteraceae.

## Etimologia
Il nome scientifico del genere è stato definito per la prima volta dal botanico scozzese David Don (1799-1841) nella pubblicazione "Prodromus Florae Nepalensis, sive Enumeratio Vegetabilium, quae in Itinere per Nepaliam Proprie Dictam et Rgiones Conterminas, Ann. 1802-1803. Detexit atque legit D. D. Franciscus Hamilton, (olim Buchanan) M.D. London" (Prodr. Fl. Nepal. - 169) del 1825.

## Descrizione

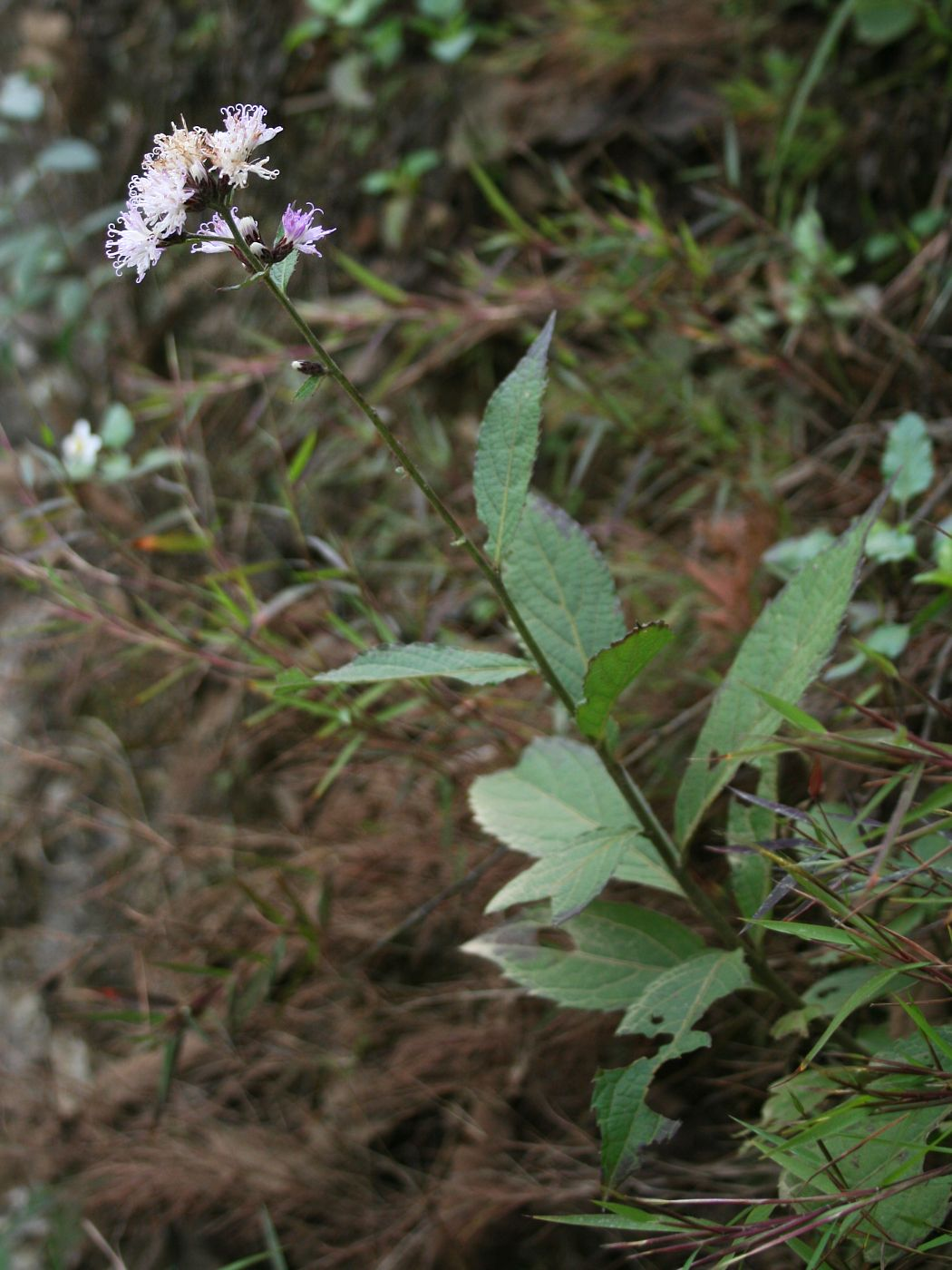
Il portamento
Acilepis saligna

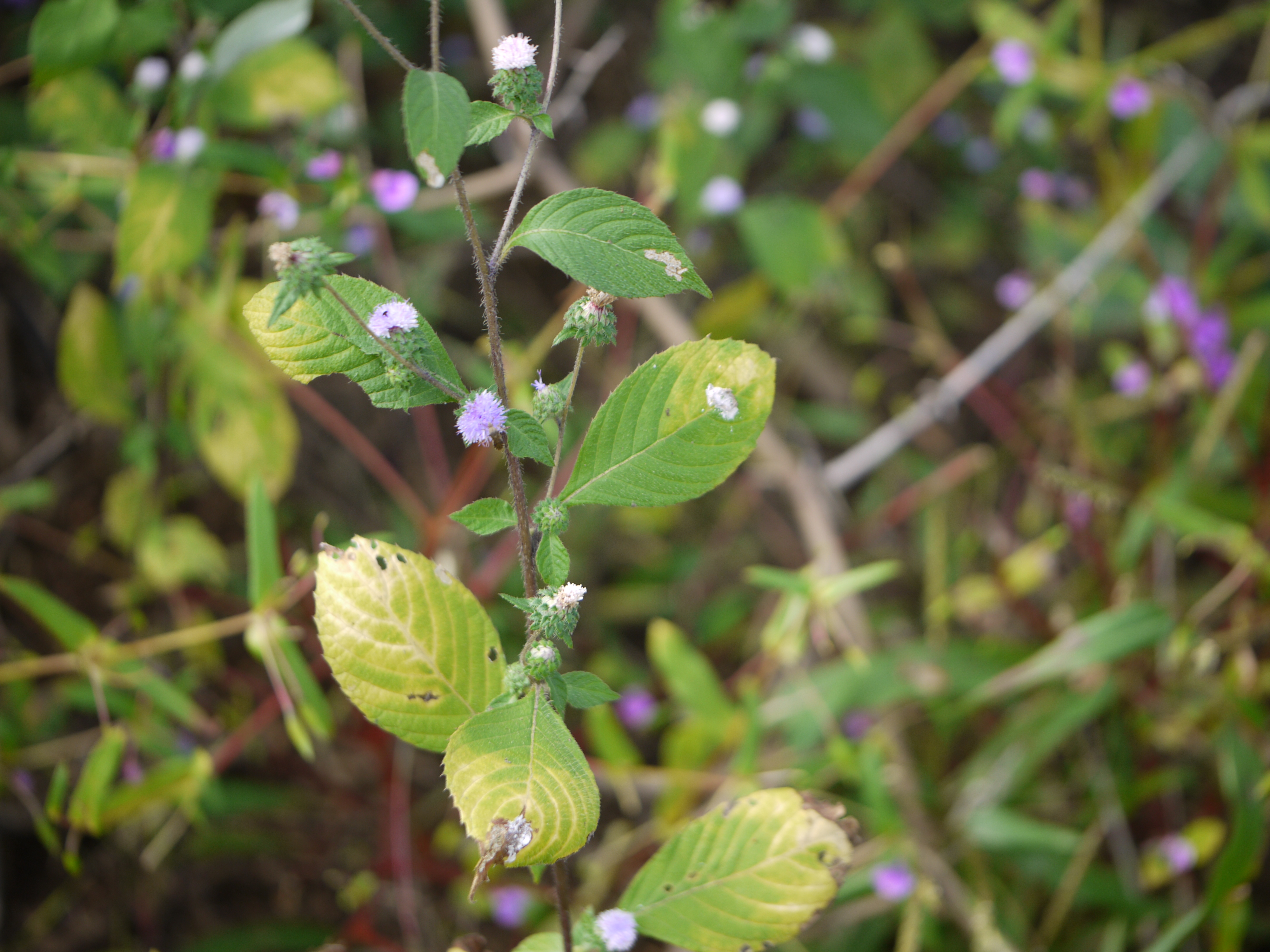
Le foglie
Acilepis dendigulensis

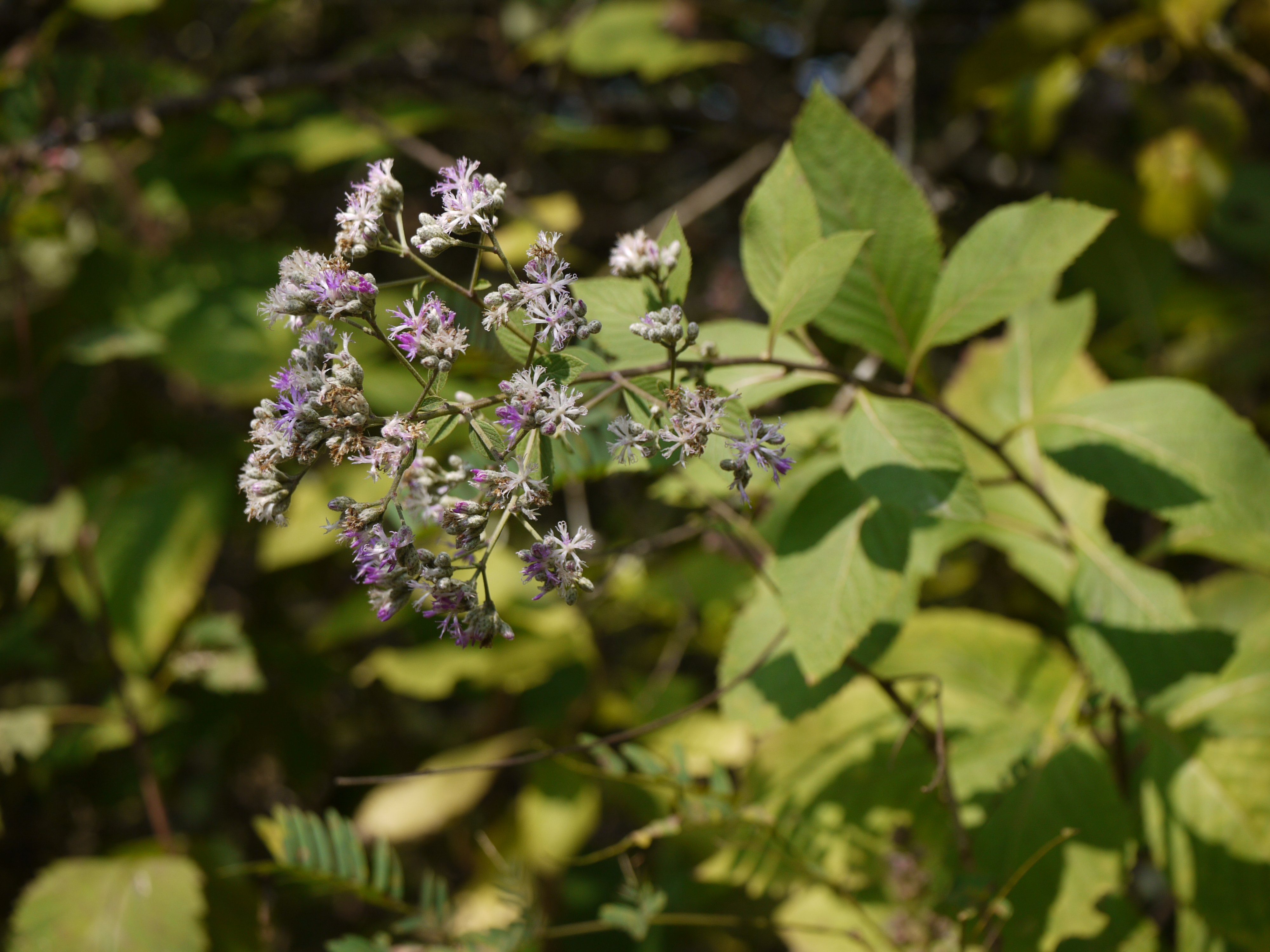
Infiorescenza
Acilepis divergens

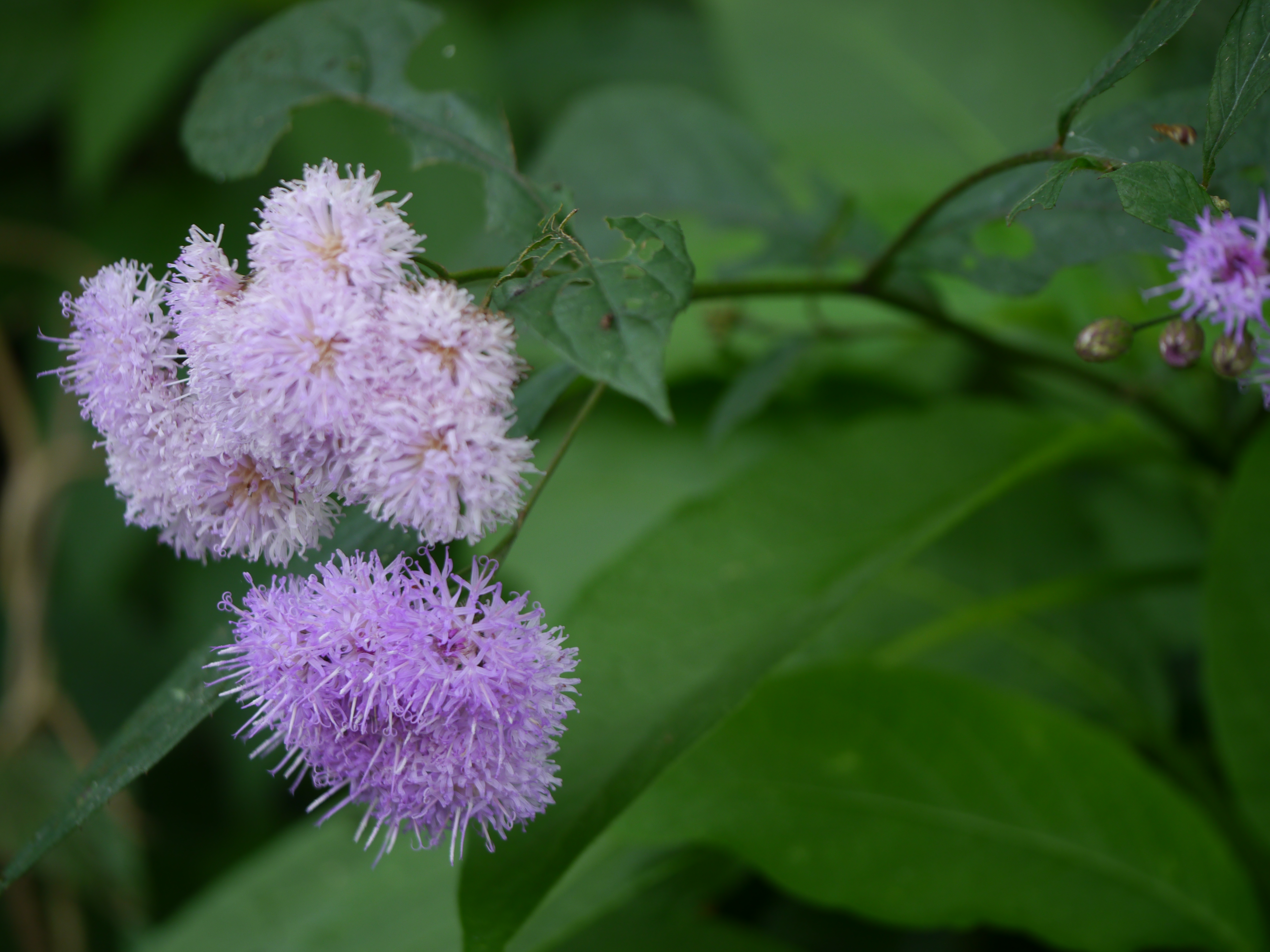
I fiori
Acilepis ornata

Le specie di questa voce sono erbacee perenni scapose ed erette. La pubescenza è formata da peli semplici o a forma di "T". Gli organi interni di queste piante contengono lattoni sesquiterpenici.
In genere sono presenti foglie basali e cauline. Le foglie lungo il caule normalmente sono a disposizione alternata. Quelle basali (se presenti) spesso formano delle rosette. La forma della lamina (semplice o segmentata) è più o meno lanceolata. I bordi possono essere continui, dentati o spinosi. La superficie superiore è verde, quella inferiore è più scura. Le venature in genere sono pennate. Le stipole sono assenti.
Le infiorescenze sono composte da capolini peduncolati o sessili, terminali o ascellanti ai nodi, scaposi e solitari. I capolini, discoidi, sono formati da un involucro  persistente a forma emisferica composto da brattee (o squame) all'interno delle quali un ricettacolo fa da base ai fiori tubulosi. Le brattee, da 50 a 200, sono disposte in 6 - 12 serie in modo embricato e scalato ed hanno delle forme da lineari a lanceolate; i bordi sono dentati; il colore è più o meno verde. Il ricettacolo, a forma piatta o più o meno conica, può essere privo o no di pagliette.
I fiori, da 25 a 80, sono tetra-ciclici (ossia sono presenti 4 verticilli: calice – corolla – androceo – gineceo) e pentameri (ogni verticillo ha 5 elementi). I fiori sono tubulosi (actinomorfi), ermafroditi (bisessuali) e fertili.
- Formula fiorale:

*/x K {\displaystyle \infty }, [C (5), A (5)], G 2 (infero), achenio
- Calice: i sepali del calice sono ridotti ad una coroncina di squame.
- Corolla: la corolla dei fiori tubulosi ha un profondo tubo con 5 lobi finali. I colori sono lavanda, blu o bianco.
- Androceo: gli stami sono 5 con filamenti liberi, glabri o papillosi e distinti. Le antere sono saldate in un manicotto (o tubo) circondante lo stilo ed hanno in genere hanno una forma sagittata con base caudata o smussata. Le appendici apicali delle antere non sono ghiandolose. Nell'endotecio sono presenti delle zone più spesse. Il polline normalmente è triporato a forma sferica o schiacciata ai poli.
- Gineceo: lo stilo è filiforme con due stigmi. La base dello stilo può avere dei nodi oppure no. Gli stigmi sono lunghi e divergenti; sono sottili, pelosi e con apice acuto; la superficie stigmatica è interna (vicino alla base). L'ovario è infero uniloculare formato da 2 carpelli. L'ovulo è unico e anatropo.

I frutti sono degli acheni con pappo. La forma dell'achenio in genere è subcilindrica con 8 - 10 coste e superficie pubescente per peli ispidi setolosi. Nell'achenio, privo di fitomelanina, sono presenti dei rafidi corti o allungati. Il pericarpo può essere di tipo parenchimatico, altrimenti è indurito (lignificato) radialmente.  Il carpoforo (o carpopodium - il ricettacolo alla base del gineceo) è anulare. I pappi, formati da una o più serie di setole capillari o squame, decidue o persistenti, sono direttamente inseriti nel pericarpo o connati in un anello parenchimatico posto sulla parte apicale dell'achenio.

## Biologia
- Impollinazione: l'impollinazione avviene tramite insetti (impollinazione entomogama tramite farfalle diurne e notturne).
- Riproduzione: la fecondazione avviene fondamentalmente tramite l'impollinazione dei fiori (vedi sopra).
- Dispersione: i semi (gli acheni) cadendo a terra sono successivamente dispersi soprattutto da insetti tipo formiche (disseminazione mirmecoria). In questo tipo di piante può avvenire anche un altro tipo di dispersione: zoocoria. Infatti gli uncini (se presenti) delle brattee dell'involucro si agganciano ai peli degli animali di passaggio disperdendo così anche su lunghe distanze i semi della pianta.

## Distribuzione e habitat
Le specie di questo gruppo si trovano principalmente dall'India alla Cina.

## Tassonomia
La famiglia di appartenenza di questa voce (Asteraceae o Compositae, nomen conservandum) probabilmente originaria del Sud America, è la più numerosa del mondo vegetale, comprende oltre 23.000 specie distribuite su 1.535 generi, oppure 22.750 specie e 1.530 generi secondo altre fonti (una delle checklist più aggiornata elenca fino a 1.679 generi). La famiglia attualmente (2021) è divisa in 16 sottofamiglie.

### Filogenesi
Le specie di questo gruppo appartengono alla sottotribù Centrapalinae H. Rob, descritta all'interno della tribù Vernonieae Cass. della sottofamiglia Vernonioideae Lindl.. Questa classificazione è stata ottenuta ultimamente con le analisi del DNA delle varie specie del gruppo. Dagli ultimi studi filogenetici sul DNA la tribù Vernonieae è risultata divisa in due grandi cladi: Muovo Mondo e Vecchio Mondo. Centrapalinae occupa una posizione centrale e appartiene al clade del Vecchio Mondo; in particolare è inclusa nel subclade africano più vicino alle specie tropicali americane.
La sottotribù, e quindi i suoi generi, si distingue per i seguenti caratteri:
- il portamento delle specie di questo gruppo è erbaceo perenne o subarbustivo;
- la pubescenza degli steli è fatta di peli semplici o irregolarmente da peli a forma di "T";
- le appendici delle antere talvolta hanno delle pareti cellulari ispessite;
- gli acheni possono avere fino a 10 coste;

In precedenza la tribù Vernonieae, e quindi la sottotribù di questo genere, era descritta all'interno della sottofamiglia Cichorioideae. Il genere Acilepis è stato anche descritto come appartenente alla sottotribù Erlangeinae H.Rob. (sempre nel gruppo delle Vernonieae).
I caratteri distintivi per questo genere sono i seguenti:
- i peli degli steli non sono angolati ma hanno delle punte erette;
- la parte esterna del pappo è formata da corte setole (non ampie scaglie);
- le setole dell'achenio sono divise in parti uguali dalla metà in su;
- l'areale di queste specie è l'Asia.

### Elenco delle specie
Questo genere ha 37 specie:
- Acilepis anaimudica (B.V.Shetty & Vivek.) Kottaim.
- Acilepis aspera  (Buch.-Ham.) H.Rob.
- Acilepis attenuata  (DC.) H.Rob. & Skvarla
- Acilepis belcheri  H.Rob. & Skvarla
- Acilepis chiangdaoensis  (H.Koyama) H.Rob. & Skvarla
- Acilepis clivorum  (Hance) H.Rob.
- Acilepis dendigulensis  (DC.) H.Rob.
- Acilepis divergens  (DC.) H.Rob. & Skvarla
- Acilepis doichangensis  (H.Koyama) H.Rob. & Skvarla
- Acilepis fysonii  (Calder) H.Rob. & Skvarla
- Acilepis gardneri  (Thwaites) H.Rob. & Skvarla
- Acilepis heynei  (Bedd. ex Gamble) H.Rob. & Skvarla
- Acilepis kerrii  (Craib) Bunwong, Chantar. & S.C.Keeley
- Acilepis kingii  (C.B.Clarke) H.Rob. & Skvarla
- Acilepis lobbii  (Hook.f.) H.Rob. & Skvarla
- Acilepis namnaoensis  (H.Koyama) H.Rob. & Skvarla
- Acilepis nantcianensis  (Pamp.) H.Rob.
- Acilepis nayarii  (Uniyal) H.Rob. & Skvarla
- Acilepis nemoralis  (Thwaites) H.Rob. & Skvarla
- Acilepis ngaoensis  (H.Koyama) H.Rob. & Skvarla
- Acilepis ornata  (Talbot) H.Rob. & Skvarla
- Acilepis peguensis  (C.B.Clarke) H.Rob. & Skvarla
- Acilepis peninsularis  (C.B.Clarke) H.Rob. & Skvarla
- Acilepis pothigaiana  (Chellad. & Gopalan) Kottaim.
- Acilepis principis  (Gagnep.) H.Rob. & Skvarla
- Acilepis pseudosutepensis  (H.Koyama) H.Rob. & Skvarla
- Acilepis pulneyensis  (Gamble) Kottaim.
- Acilepis saligna  (DC.) H.Rob.
- Acilepis scariosa  (DC.) H.Rob.
- Acilepis setigera  (Arn.) H.Rob. & Skvarla
- Acilepis silhetensis  (DC.) H.Rob.
- Acilepis spirei  (Gand.) H.Rob.
- Acilepis squarrosa  D.Don
- Acilepis sutepensis  (Kerr) H.Rob. & Skvarla
- Acilepis thwaitesii  (C.B.Clarke) H.Rob. & Skvarla
- Acilepis tonkinensis  (Gagnep.) H.Rob. & Skvarla
- Acilepis virgata  (Gagnep.) H.Rob. & Skvarla